# MJ Maillis
MJ Maillis este o companie producătoare de ambalaje din Grecia, prezentă și în România.
Compania produce paleți și ambalaje secundare (care nu intră în contact direct cu produsul fina), destinate în special industriei alimentare, mașini și dispozitive de ambalat și deține o rețea de distribuție proprie în principalele zone industriale.

## MJ Maillis în România
MJ Maillis România este controlată de MJ Maillis Grecia, care deține 81,66% din acțiuni.
Acțiunile firmei sunt listate la Bursa de Valori București, sub simbolul MJM.
Cifra de afaceri:
- 2009: 29,5 milioane lei[1]
- 2008: 66,2 milioane lei[1]
- 2007: 60,4 milioane lei (16,7 milioane euro)[3]
- 2006: 55,4 milioane lei[3]